# Várpalota
Várpalota är en stad i Ungern med 19 436 invånare (2019).